# Canton d'Allanche
Le canton d'Allanche était une division administrative française située dans le département du Cantal en région d'Auvergne. Il a été supprimé en 2015 à la suite du redécoupage des cantons du département.

## Géographie
Ce canton est organisé autour d'Allanche dans l'arrondissement de Murat (jusqu'en 1926), puis dans l'arrondissement de Saint-Flour. Son altitude varie de 629 m (Peyrusse) à 1 405 m (Pradiers) pour une altitude moyenne de 979 m.

## Histoire
Le canton a été supprimé en 2015 à la suite du redécoupage des cantons du département : les 11 communes ont intégré le canton de Murat.

## Composition
Le canton d'Allanche regroupait 11 communes et comptait 2 043 habitants en 2014.
| Nom                  | Code Insee | Intercommunalité            | Population (dernière pop. légale) |
| -------------------- | ---------- | --------------------------- | --------------------------------- |
| Allanche (chef-lieu) | 15001      | CC Hautes Terres Communauté | 771 (2014)                        |
| Charmensac           | 15043      | CC Hautes Terres Communauté | 83 (2014)                         |
| Joursac              | 15080      | CC Hautes Terres Communauté | 146 (2014)                        |
| Landeyrat            | 15091      | CC Hautes Terres Communauté | 97 (2014)                         |
| Peyrusse             | 15151      | CC Hautes Terres Communauté | 156 (2014)                        |
| Pradiers             | 15155      | CC Hautes Terres Communauté | 97 (2014)                         |
| Sainte-Anastasie     | 15171      | CC Hautes Terres Communauté | 143 (2014)                        |
| Saint-Saturnin       | 15213      | CC Hautes Terres Communauté | 208 (2014)                        |
| Ségur-les-Villas     | 15225      | CC Hautes Terres Communauté | 212 (2014)                        |
| Vernols              | 15253      | CC Hautes Terres Communauté | 67 (2014)                         |
| Vèze                 | 15256      | CC Hautes Terres Communauté | 63 (2014)                         |

## Représentation

### Conseillers généraux de 1833 à 2015
| Période | Période          | Identité                               | Étiquette            | Qualité |
| ------- | ---------------- | -------------------------------------- | -------------------- | --- |
| 1833    | 1857 (démission) | Durand-Louis Bonnet                    | Légitimiste modéré   | Notaire, juge de paix et propriétaire Maire d'Allanche (1855-1874)                                          |
| 1857    | 1892 (décès)     | Jean-Louis Bonnet (fils du précédent)  | Droite               | Juge près le Tribunal civil de Saint-Flour puis de Clermont-Ferrand                                         |
| 1892    | 1903 (décès)     | Marie-Henry Bonnet (fils du précédent) | Républicain Libéral  | Avocat Maire d'Allanche (1897-1903)                                                                         |
| 1903    | 1925             | Justin Veisset                         | Rad.                 | Ancien sous-préfet Négociant Maire d'Allanche (1904-1919), conseiller d'arrondissement                      |
| 1925    | 1931             | Gabriel Bonnet (fils d'H.Bonnet)       | Républicain national | Propriétaire à Allanche                                                                                     |
| 1931    | 1940             | Léon Parlier                           | Républicain national | Médecin - Président de la délégation spéciale d'Allanche (1941-1944) Nommé conseiller départemental en 1942 |
|         |                  |                                        |                      | |
| 1945    | 1951             | Roger Alheinc                          | Rad.                 | Docteur en droit, maire d'Allanche (1945-1948)                                                              |
| 1951    | 1970             | Maurice Peschaud                       | CNIP                 | Maire d'Allanche (1948-1971)                                                                                |
| 1970    | 1994             | Pierre Jarry                           | CNIP puis UDF        | Médecin Maire d'Allanche (1971-1995)                                                                        |
| 1994    | 2015             | Christian Léoty                        | RPR puis SE          | Médecin Maire d'Allanche (1995-2001 et 2008-2016)                                                           |

### Résultats électoraux détaillés
- Élections cantonales de 2001 : Christian Léoty (RPR) est élu au 1er tour avec 62,79 % des suffrages exprimés, devant André Papon (Divers droite) (37,21 %). Le taux de participation est de 84,72 % (2 173 votants sur 2 565 inscrits)[5].
- Élections cantonales de 2008 : Christian Léoty   (UMP) est élu au 1er tour avec 100 % des suffrages exprimés. Le taux de participation est de 84,92 % (2 072 votants sur 2 440 inscrits)[6].

### Conseillers d'arrondissement (de 1833 à 1940)
Le canton d'Allanche avait trois conseillers d'arrondissement.
En 1926, lorsque l'arrondissement de Murat est supprimé, le canton d'Allanche perd deux sièges de conseillers d'arrondissement ; ils sont rétablis en 1934.
| Période                                  | Période      | Identité                           | Étiquette                     | Qualité |
| ---------------------------------------- | ------------ | ---------------------------------- | ----------------------------- | --- |
| 1833                                     | 1848         | Jean Pierre Feydin                 |                               | Juge de paix à Allanche                                                                                     |
| 1833                                     | 1855         | Jean Benoît Bertrand               |                               | Greffier de la justice de paix, ancien notaire à Allanche, ancien conseiller général, maire de 1830 à 1838  |
| 1833                                     | 1855         | Jean Pierre Catinaud (1783-1858)   |                               | Adjoint au maire puis maire (1838-1855) d'Allanche, juge de paix                                            |
| 1848                                     | 1871         | M. Chaubasse fils                  |                               | Médecin |
| 1855                                     | 1857 (décès) | Bertrand Louis Morinot (1785-1857) |                               | Ancien notaire et géomètre-expert, maire de Charmensac (1830-1857)                                          |
| 1857                                     | 1877 (décès) | Émile Catinaud (?-1877)            |                               | Propriétaire à Allanche                                                                                     |
| 1871                                     | 1877         | Félix Bertrand (1820-1909)         |                               | Notaire à Allanche                                                                                          |
| 1871                                     |              | Charles Bonnet                     |                               | Médecin à Allanche                                                                                          |
| 1877                                     | 1883         | Jules Magot (1846-1928)            | Républicain                   | Propriétaire, maire d'Allanche (1880-1890)                                                                  |
| 1877                                     | 1881 (décès) | Maurice Fumat                      |                               | Notaire et juge de paix à Allanche                                                                          |
| 1883                                     | 1898         | Jean Félix Corgne (1840-1920)      |                               | Négociant, cultivateur à Romaniargues, Allanche                                                             |
| 1883                                     | 1895         | Louis Sacreste                     |                               | Commerçant, conseiller municipal d'Allanche                                                                 |
| 1895                                     | 1897 (décès) | Jules Tournadre (1854-1897)        |                               | Propriétaire à Allanche                                                                                     |
| 1898                                     | 1910         | Gustave Dellac                     |                               | Banquier à Allanche, Vice-Président du comice agricole de Murat                                             |
| 1898                                     | 1903         | Justin Veisset                     |                               | Ancien Sous-Préfet, négociant à Allanche                                                                    |
| 1904                                     | 1919         | Pierre Albaret                     |                               | Propriétaire à Maillargues                                                                                  |
| 1907                                     | 1919         | Guillaume Cornet                   | Droite                        | Propriétaire agriculteur à Aubejac, maire de Peyrusse                                                       |
| 1910                                     | 1922         | Jean Léoty                         | Droite                        | Maire de Saint-Saturnin                                                                                     |
| 1922                                     | 1928         | Jules Farradesche (1881-1976)      | Union démocratique et sociale | Notaire à Allanche                                                                                          |
| 1934                                     | 1940         | M. Boyer                           |                               | Maire de Vèze                                                                                               |
| 1931                                     | 1940         | Louis Chapat                       |                               | Maire de Peyrusse                                                                                           |
| 1934                                     | 1940         | Jules Farradesche                  | Droite                        | Notaire, maire d'Allanche                                                                                   |
| 1940                                     |              |                                    |                               | Les conseils d'arrondissement ont été suspendus par la loi du 12 octobre 1940 et n'ont jamais été réactivés |
| Les données manquantes sont à compléter. |              |                                    |                               | |

## Démographie
| 1962  | 1968  | 1975  | 1982  | 1990  | 1999  | 2006  | 2011  | 2012  |
| ----- | ----- | ----- | ----- | ----- | ----- | ----- | ----- | ----- |
| 5 028 | 4 529 | 3 987 | 3 492 | 3 096 | 2 698 | 2 364 | 2 147 | 2 107 |